# Arturo Mina
Arturo Rafael Mina Meza (* 8. Oktober 1990 in Río Verde) ist ein ecuadorianischer Fußballspieler. Der Innenteidiger steht beim türkischen Klub BB Erzurumspor unter Vertrag und ist ecuadorianischer Nationalspieler.

## Karriere

### Verein
Mina erlernte das Fußballspielen u. a. in den Nachwuchsabteilungen der Vereine Club Deportivo Puyo und SD Municipal. 2010 spielte er für die Fußballmannschaft von CSD Universidad Tecnológica Equinoccial, startete seine Profikarriere 2011 bei CSD Macará und wechselte 2013 zum Independiente del Valle. 2016 verpflichtete ihn der argentinische Verein River Plate.
Zur Saison 2017/18 wurde er vom türkischen Erstligisten Yeni Malatyaspor verpflichtet; danach spielte er für den Süper-Lig-Verein Büyüksehir Belediye Erzurumspor. 2022 war er wieder in seiner Heimat und schließlich 2023 in Bolivien aktiv.

### Nationalmannschaft
Mina begann seine Nationalmannschaftskarriere im September 2014 mit einem Einsatz für die ecuadorianische Nationalmannschaft.